# أم الضحاك المحاربية
أم الضحاك المحاربية شاعرة عربية جاهلية من شاعرات الغزل. كانت تحب رجلا من الضِّباب حبًا شديدًا فقالت فيه الشعر.